# PC Fútbol 2000 Extension
PC Fútbol 2000 Extensión era un disco adicional que servía de complemento al juego original PC Fútbol 2000. Actualiza la base de datos a la temporada 2000/2001, incrementa la velocidad del simulador en los partidos interactivos, incluye un editor de equipos que luego será incorporado a la siguiente versión de la saga, corrige algunos errores del programa y finalmente incorpora la Liga Argentina durante el Torneo Clausura 2000 con su Primera División y los Torneos Primera B Nacional y Primera B Metropolitana. Como dato, el sistema de descensos está dado por los Promedios. También se encuentra disponible una versión aparte llamada PC Fútbol Clausura 2000.
- Datos: Q9053802